# Vulcan Point
Vulcan Point è il nome in inglese di una piccola isola lacustre disabitata delle Filippine.

## Geografia
L'isoletta è di limitata estensione (circa 200 m²) ed è tuttora in formazione a causa della persistente attività vulcanica della zona.

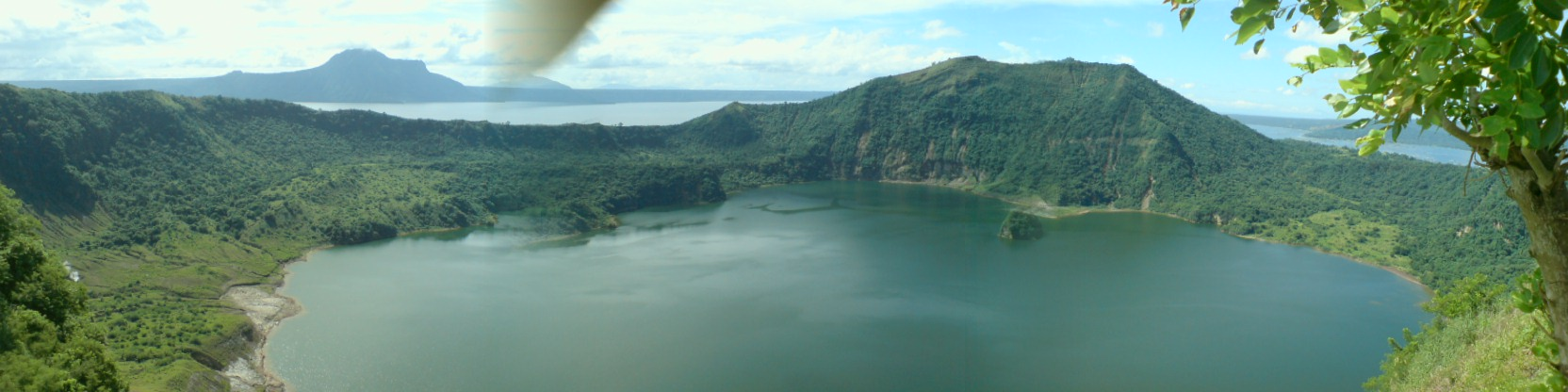
Vulcan Point si intravede all'interno del Crater Lake, leggermente sulla destra nei pressi della sponda di Vulcano Island, più esternamente il Lago Taal e sullo sfondo l'isola di Luzon che circonda tutto l'insieme.

Una caratteristica curiosa di quest'isola è il fatto che essa è contenuta all'interno del Crater Lake (Lago Cratere), questo a sua volta è posto nel vulcano Taal (Isola Vulcano), questa seconda isola sorge nel Lago Taal, che si trova sull'isola di Luzon, la principale dell'arcipelago filippino. Il Crater Lake è il più grande lago al mondo su un'isola in un lago che a sua volta si trova su un'isola.